# Анна Всеволодівна (Янка)
Анна Всеволодівна, Янка Всеволодівна (між 1046 і 1067, або бл. 1068 — 7 жовтня 1110, за Іпатіївським літописом, або 3 листопада 1112 — за Лаврентіївським) — дочка великого князя київського Всеволода Ярославича і дочки візантійського імператора Костянтина IX Мономаха. Сестра великого князя Володимира Мономаха. 

## Біографія
Народилася або між 1046 і 1067 роками, або близько 1068-го.
1074 року була заручена з візантійським царевичем Костянтином Дукою (пізніше номінальний співправитель Олексія Комнена), який 1081 року загинув у битві з норманами при Діррахії, через що шлюб не відбувся. Янка повернулася з Візантії черницею.
В 1086 році при церкві святого Андрія в Києві князь Всеволод заснував і збудував жіночий Андріївський «Янчин» монастир, в якому Анна Всеволодівна після постригу стала першою настоятелькою. Історичні документи засвідчили народну назву цього монастиря: «Андріївський „Янчин“ монастир».
Анна Всеволодівна брала активну участь у церковно-політичному житті Русі. В 1089—1090 роках (чи 1089), після смерті київського митрополита Івана II, очолила посольство до Константинополя й привезла нового митрополита Івана III (скопця). Разом з тим зібрала відомості про проповіді на Русі апостола Андрія Первозваного.
Від часів середньовіччя існує версія, що Анна Всеволодівна в 1090-х роках заснувала при монастирі школу для дівчат, де навчали грамоти, співам і шитву.
З ім'ям Анни Всеволодівни пов'язані легенди пізнішого походження про її високе мистецтво лікування. Похована у церкві жіночого монастиря святого Андрія.
Зарахована православною Церквою до лику святих преподобних. Пам'ять вшановується 16 листопада та 31 травня за новим календарним стилем.
Життя святої Анни (Янки) Всеволодівни описане в праці митрополита Іларіона Огієнка «Преподобна Анна Всеволодівна».
|  | Преставися Янка, дщи Всеволожа, сестра Володимѣра…, положена бысть у церкви святаго Андрѣя, юже бѣ создалъ отецъ ея… |